# 宝兴越桔
宝兴越桔（学名：Vaccinium moupinense）为杜鹃花科越桔属下的一个种。

## 扩展阅读
- 維基物種上的相關：宝兴越桔